# Ara Ajwasjan

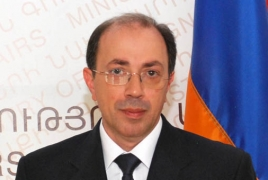
Ara Ajwasjan

Ara Henrii Ajwasjan (armenisch Արա Հենրիի Այվազյան, * 30. März 1969 in Jerewan, Armenische SSR, Sowjetunion) ist ein armenischer Diplomat, der von November 2020 bis zum 27. Mai 2021 als Außenminister von Armenien im zweiten Paschinjan-Kabinett diente.

## Laufbahn
Von 1986 bis 1993 studierte er an der Fakultät für Orientalistik am Lehrstuhl für Arabistik an der Staatlichen Universität Jerewan. 1994 machte er seinen Abschluss in Politikwissenschaften an der Haigazian-Universität im Libanon. Danach arbeitete er im diplomatischen Dienst für sein Land in Lateinamerika. 1998 wurde er zum Generalsekretär des Außenministeriums befördert. Von 1999 bis 2006 diente er als Botschafter Armeniens für Argentinien, Chile und Uruguay (mit Residenz in Buenos Aires). Von 2006 bis 2011 war er Berater im Büro des Außenministers. Im Zeitraum zwischen 2006 und 2012 diente er auch als armenischer Gesandter in den skandinavischen Nationen. Von 2011 bis 2016 wurde er nach Vilnius geschickt, um Armenien in den drei baltischen Staaten als Botschafter zu vertreten.
2016 wurde er Armeniens Botschafter in Mexiko. Ein Jahr später wurde er zusätzlich Botschafter der Republik Armenien für Kuba, Costa Rica, Honduras und Guatemala (mit Residenz in Mexiko-Stadt). Ab 2018 war er noch zusätzlich Botschafter für Panama.
Nach dem Beginn des Krieges um Bergkarabach 2020 wurde er auf den Posten des stellvertretenden Außenministers der Republik Armenien berufen. Am 18. November 2020 unterzeichnete Präsident Armen Sarkissjan ein Dekret zu seiner Ernennung zum Außenminister, die während der politischen Krise aufgrund des Waffenstillstandsabkommens im Bergkarabachkrieg 2020 erfolgte. Bereits ein halbes Jahr später, am 27. Mai 2021, trat Ajwasjan unmittelbar nach Zusammenstößen an der armenisch-aserbaidschanischen Grenze und durch Russland vermittelte Verhandlungen zwischen Armenien und Aserbaidschan zurück. Vier Tage später verabschiedete er sich von den Mitarbeitern des Außenministeriums mit einer ungenauen Erklärung, wonach er nicht gewillt sei, „Ideen oder Initiativen auszuführen“, die der armenischen „Staatlichkeit“ und „nationalen Interessen zuwiderlaufen“. Am selben Tag gaben auch sein Stellvertreter Gagik Ghalatschjan und seine Sprecherin Anna Naghdaljan ihren Rücktritt bekannt.

## Persönliches
Ajwasjan ist verheiratet und Vater eines Kindes. Er spricht Armenisch, Englisch, Russisch und Spanisch.